# Julia (canción)
«Julia» es una canción de la banda británica de rock The Beatles. Es la última canción en el lado dos (disco uno en CD) del álbum de 1968, The Beatles (The White Album).
Al igual que otras canciones incluidas en el álbum, como «Blackbird» o «Mother Nature's Son», la canción es acústica; esto se debe a que durante su retiro en la India el único instrumento occidental al que Los Beatles tenían acceso era la guitarra.

## Origen
"Julia" fue escrita por John Lennon (acreditada como Lennon/McCartney), aunque Yoko Ono contribuyó algunos versos, y cuenta con Lennon en la voz y la guitarra acústica. Fue escrita en memoria de Julia, la madre de John Lennon, al cumplirse diez años de su muerte, el 15 de julio de 1968, durante la visita de Los Beatles a la India, donde fueron a estudiar con el Maharishi Mahesh Yogi. Fue aquí donde Lennon aprendió el estilo de guitarra "fingerpicking" del músico escocés Donovan. Ningún otro Beatle cantó o tocó en la grabación. A diferencia de Paul McCartney que hizo varias grabaciones "solistas" atribuidas al grupo, como por ejemplo su famosa canción "Yesterday", esta es la única ocasión en que Lennon tocó y cantó sin acompañamiento de los demás Beatles.
Julia Lennon, la madre de John, murió atropellada por un coche conducido por un oficial de policía, a pocos metros de Mendips, la casa en la que su hijo vivía con su hermana Mimi, cuando tenía 17 años. El hecho agravó el efecto traumático que sobre Lennon, que se había originado cuando la tía Mimi, le quitó la tenencia de su hijo de cinco años, quien debió vivir desde entonces con su tía, alejado de su madre. 
En la canción John habla con su madre y le dice que la escribió para poder llegar a ella, pidiéndole que lo toque. John describe a su madre utilizando metáforas como "ojos de caracola" (seashell eyes) y "sonrisa de viento" (windy smile), "arena durmiente" (sleeping sand), "nube silenciosa" (silent cloud). Notablemente, entre las metáforas, John describe a su madre como una "niña oceánica" (ocean child), que es uno de los significados de la palabra "yoko" en japonés, por Yoko Ono, su segunda esposa. El propio John se encargó de precisar que la canción era una "combinación de Yoko y mi madre fundidas en una".
Lennon se inspiró también en el poeta y filósofo libanés Kahlil Gibran para escribir la letra. Dos versos fueron elaborados a partir de dos aforismos incluidos en el libro Sand and Foam (Arena y espuma) publicado en 1926:

Kahlil Gibran (Sand and Foam)

Half of what I say is meaningless; but I say it so that the other half may reach you.

When Life does not find a singer to sing her heart she produces a philosopher to speak her mind.
John Lennon (Julia)

Half of what I say is meaningless; but I say it just to reach you Julia.

When I cannot sing my heart, I can only speak my mind.

## Personal[5]
- John Lennon - voces, guitarra rítmica y guitarra líder (Gibson J-160E con cejilla en el 2º traste).

## Otras versiones
En el álbum Love, "Julia" se mezcla con "Eleanor Rigby", los sonidos de niños jugando a lo que suena como la versión de World Wildlife Foundation de "Across the Universe", el chelo de "A Day in the Life" y las sirenas de ambulancia de "Revolution 9", así como la sintonización de radio de "I Am The Walrus". 
Según el registro del productor Butch Vig, "Julia" era a veces tocada (al igual que "If I Fell") por Kurt Cobain en sesiones de grabación de Nirvana en 1991.
En 2015, Cristian Rosemary compuso una versión en español de esta canción.